# Batai repülőtér
A Batai repülőtér (IATA: BSG, ICAO: FGBT) egy Egyenlítői-Guineai repülőtér Batánál. Ez Egyenlítői-Guinea második legnagyobb repülőtere a Malabói nemzetközi repülőtér után.

## Összegzés
A repülőtér 4 kilométerre északra van Batától és 3,8 kilométerre délre Utondétól. Van egy 3310 méteres kifutópályája, ami csak nappal és jó fényviszonyok mellett üzemel. Az állami légitársaság és négy másik magántársaság alkotja Bata iparának nagy részét, és szállítja az utasokat a Malabói nemzetközi repülőtérről, illetve az Annobóni vagy az Obiang Nguema elnök nemzetközi repülőtérről. A repülőtér elég nagy ahhoz, hogy egy Boeing 737-es repülőgépet is ki tudjon szolgálni. Ennek ellenére a hosszú kifutópálya miatt olyan nagy kéthajtóműves repülőgépek, mint például az Airbus A350-es és a Boeing 787-es is fel és le tud itt szállni. A repülőtér 2001-ben 15 000 utast szolgált ki.
2002 júliusában a repülőtér teljes személyzetét letartóztatták, mert megengedték, hogy a Popular Union, egy ellenzéki párt vezetője felszálljon egy Gabonba tartó járatra.

## Légitársaságok és úti célok
| Légitársaság               | Célállomások                        |
| -------------------------- | ----------------------------------- |
| CEIBA Intercontinental     | Annobón, Douala, Libreville, Malabo |
| Cronos Airlines            | Cotonou, Malabo                     |
| Guinea Ecuatorial Airlines | Malabo                              |

## Forgalom
Az utasforgalom az elmúlt években az alábbi módon változott:
| Utasok száma | 403 420 | 343 140 | 296 398 |
|              | 2015    | 2016    | 2017    |

## Fordítás
Ez a szócikk részben vagy egészben  a   Bata Airport című angol Wikipédia-szócikk ezen változatának fordításán alapul.  Az eredeti cikk szerkesztőit annak laptörténete sorolja fel. Ez a jelzés csupán a megfogalmazás eredetét és a szerzői jogokat jelzi, nem szolgál a cikkben szereplő információk forrásmegjelöléseként.